# Centaurea antiochia
Centaurea antiochia — вид рослин з роду волошка (Centaurea), з родини айстрових (Asteraceae).

## Опис рослини
Це багаторічна рослина. Стебло прямовисне, 30–100 см заввишки, з кількома довгими гілками, волосисте або маловолосисте до майже голого. Листки з розсіяними короткими волосками, нижні переривчасто перисті або перисті, з численними ланцетоподібними бічними сегментами, від цілих до зубчастих або перистодольних, кінцеві сегменти іноді трохи більші, серединні листки від перистих до ліроподібних. Кластер філарій (приквіток) 20–27 × 18–25 мм, від майже округлих до яйцюватих; придатки невеликі, коричневі. Квітки чорнувато-пурпурові. Сім'янки 5–6 мм; папуси 5–9 мм. Період цвітіння: травень — червень.

## Середовище проживання
Ендемік південної Туреччини. Населяє макі, ліс Pinus brutia, скелясті схили.